# Cal (musikalbum)
Cal, på omslaget Music by Mark Knopfler from the Film Cal, är ett album med Mark Knopflers musik från filmen I skuggan av IRA. Musiken spelades in i februari-mars 1984 och albumet släpptes liksom filmen senare samma år.
På albumet medverkar även John Illsley, Guy Fletcher och Terry Williams från Dire Straits på bas, keyboard och trummor samt Paul Brady och Liam O'Flynn på mandolin, irländsk säckpipa och tin whistle.